# Christian F. Lehner
Christian Felix Lehner (* 1956) ist ein Schweizer Zell- und Entwicklungsbiologe und Hochschullehrer an der Universität Zürich.
Lehner studierte ab 1976 Biochemie an der ETH Zürich mit dem Diplom 1981 und 1982/83 an der Universität Zürich. 1986 wurde er am Institut für Zellbiologie der ETH Zürich bei Erich A. Nigg und Hans M. Eppenberger promoviert (immunzytochemische Untersuchungen über die Zusammensetzung und Entstehung der Kernlamina). Als  Post-Doktorand war er bei Patrick H. O’Farrell an der University of California, San Francisco. Von 1990 bis 1996 war er Junior-Gruppenleiter am Friedrich-Miescher-Institut der Max-Planck-Gesellschaft in Tübingen, habilitierte sich 1993  in Zürich (Die Regulation der Zellzyklusprogression während der Entwicklung von Drosophila melanogaster) und war ab 1996 Professor für Genetik an der Universität Bayreuth. Ab 2007 war er Professor für Entwicklungsbiologie an der Universität Zürich, zuerst am Zoologischen Institut und ab 2010 am Institute of Molecular Life Sciences (IMLS).
Er forscht über Meiose, Kontrolle des Zellzyklus und Anpassung an Temperaturänderungen in der Umwelt am Modellorganismus Drosophila.
1997 erhielt er den Gottfried-Wilhelm-Leibniz-Preis. Er ist seit 2000 Mitglied der Academia Europaea. 1998 wurde er EMBO-Mitglied.

## Schriften (Auswahl)
- mit R. A. Borer, H. M. Eppenberger, E. A. Nigg: Major nucleolar proteins shuttle between nucleus and cytoplasm, Cell, Band 56, 1989, S. 379–390
- mit P. H. O’Farrell: Expression and function of Drosophila cyclin A during embryonic cell cycle progression, Cell, Band 56, 1989, S. 957–968
- mit P. H. O’Farrell, B. A. Edgar, D.Lakich: Directing cell division during development, Science, Band 246, 1989, S. 635–640
- mit P. H. O’Farrell: The roles of Drosophila cyclins A and B in mitotic control, Cell, Band 61, 1990, S.  535–547
- mit J. A. Knoblich u. a.: Cyclin E controls S phase progression and its down-regulation during Drosophila embryogenesis is required for the arrest of cell proliferation, Cell, Band 77, 1994, S. 107–120
- mit B. A. Edgar: Developmental control of cell cycle regulators: a fly's perspective, Science, Band 274, 1996, S. 1646–1652
- mit S. J. Sigrist: Drosophila fizzy-related down-regulates mitotic cyclins and is required for cell proliferation arrest and entry into endocycles, Cell, Band 90, 1997, S. 671–681